# Поток Водолея
Поток Водолея (англ. Aquarius stream) — звёздный поток в галактике 
Млечный Путь. Такое название дано потоку, поскольку большинство его звёзд для земного наблюдателя находится в направлении созвездия Водолея.
В своей ближайшей точке поток проходит на расстоянии 2000 световых лет от Солнца. В наиболее далёкой точке поток проходит на расстоянии 30 тысяч световых лет от Солнца. Это один из наиболее молодых и близких к Земле звёздных потоков, он образовался около 700 млн лет назад. Поток был открыт в 2010 году группой астрономов в рамках проекта RAVE.